# Prohid, Ratne
Prohid (în ucraineană Прохід) este localitatea de reședință a comunei Prohid din raionul Ratne, regiunea Volînia, Ucraina.

## Demografie
Componența lingvistică a localității Prohid
     Ucraineană (99,28%)
     Alte limbi (0,57%)
Conform recensământului din 2001, majoritatea populației localității Prohid era vorbitoare de ucraineană (99,28%), existând în minoritate și vorbitori de alte limbi.